# فیلم زیردریایی
فیلم‌های زیردریایی (به انگلیسی: submarine film) یک زیر ژانر فیلم جنگی است که در آن بیشتر داستان حول یک زیردریایی در زیر سطح اقیانوس می‌چرخد. فیلم‌های این زیرژانر معمولاً بر روی یک خدمه کوچک اما مصمم از زیردریایی‌ها تمرکز می‌شود که با زیردریایی‌های دشمن یا کشتی‌های شکارچی زیردریایی می‌جنگند، یا در برابر مشکلات دیگر از اختلافات بین خدمه، تهدیدات شورش، خرابی‌های مکانیکی تهدیدکننده جان، یا مشکلات روزانه زندگی در یک زیردریایی محسوب می‌شود. همچنین این ژانر روی تنش روانی خدمه زیردریایی و دشمن نادیده آنها نقش می‌بندد.

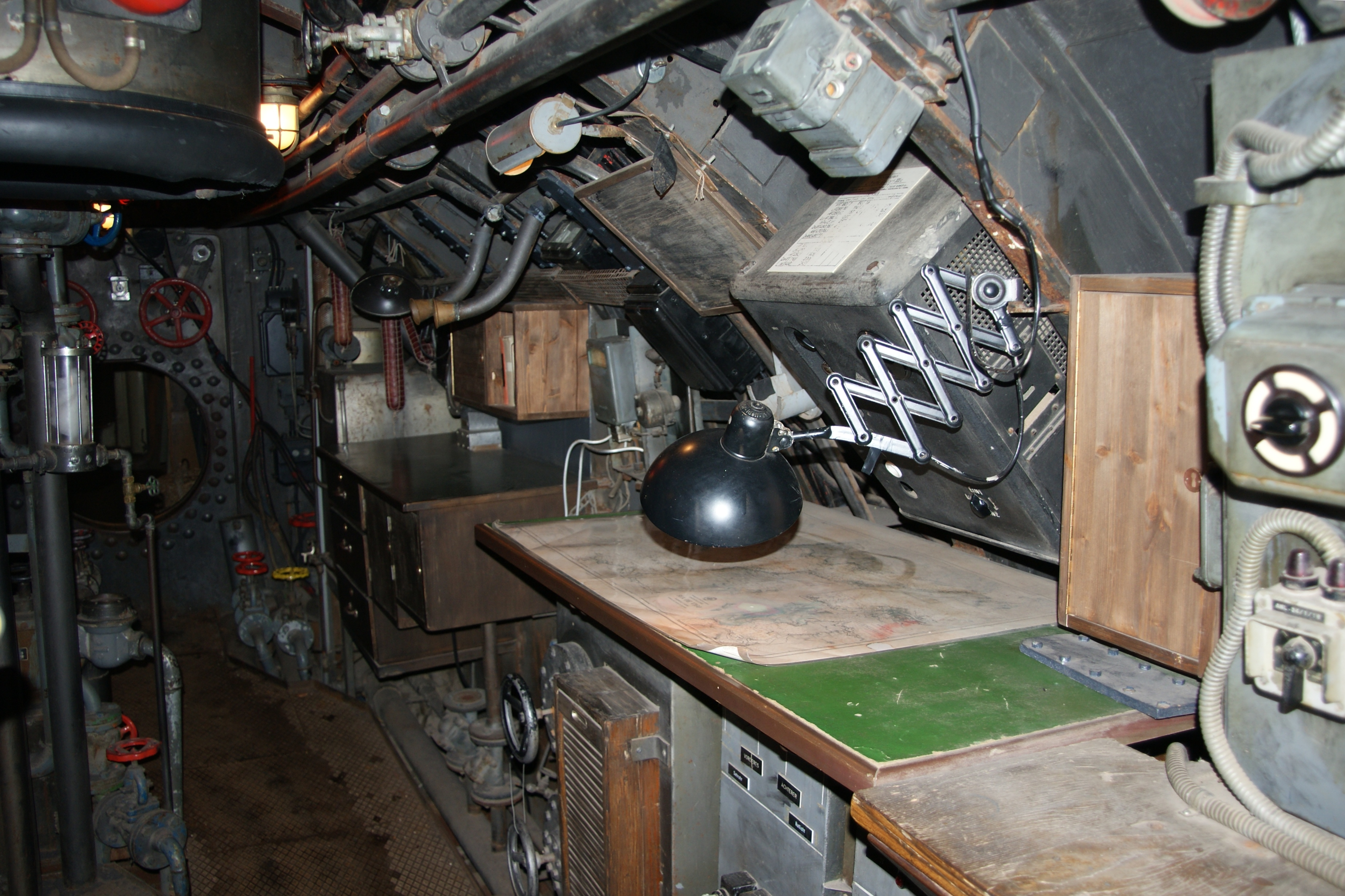
تصویر داخل کابین زیر دریایی محیط تنگ و پر از تجهیزات برای فیلم کشتی (فیلم ۱۹۸۱)

حدود ۱۵۰ فیلم در ژانر زیردریایی بین سال‌های ۱۹۱۰ تا ۲۰۱۰ ساخته شده‌اند که زیردریایی‌ها را در داستان‌های نسبتاً واقع‌گرایانه دربارهٔ جنگ جهانی اول، جنگ جهانی دوم یا جنگ سرد، یا سناریوهای کاملاً تخیلی و خارق‌العاده به تصویر می‌کشند.
برخی از فیلم‌ها وقایع تاریخی را از نبردها یا حوادث واقعی به تصویر می‌کشند، مانند فیلم در دل امواج (۱۹۵۵) یا یو-۵۷۱ محصول سال ۲۰۰۰ که داستان یک قایق زیردریایی خیالی در جنگ جهانی دوم را روایت می‌کند. یا آثاری همچون؛ هانلی (۱۹۹۹)، کی-۱۹: ویدومیکر (۲۰۰۲)، در زیر دریا (۲۰۰۳)، دریای سیاه (۲۰۱۸) و تماس گرگ (۲۰۱۹) اشاره کرد.